# Гасовод
Гасовод је врста цевовода који служи за транспорт и преношење гасова за гориво са једног на друго место, тј. од места производње до потрошача. Данас је мрежа гасовода веома добро развијена, нарочито на местима одакле се црпи земни гас (Русија, Магреб, Блиски исток, Канада, САД и др).
Најдужи гасовод у Европи и свету је Јамал, који се пружа од западног Сибира ди Немачке на дужини од 4.196 km.